# Grupo Financiero Monex
El Monex Grupo Financiero es uno de los proveedores de cambio de divisas más grande del mundo, especializado en transacciones internacionales y servicios de pago para clientes comerciales.

## Historia
Monex Grupo Financiero, se constituye el 10 de julio de 2007 en la Ciudad de México, está conformado por Monex Grupo Financiero y esta a su vez por tres entidades  financieras: Banco Monex, Monex Casa de Bolsa y Monex Operadora de Fondos, a través de las cuales ofrece los siguientes productos: Compraventa de Divisas, Cuenta Digital, Fondos de Inversión, Mercado Bursátil (Dinero, Capitales y Banca de Inversión), Fideicomisos, Derivados, Inversión Internacional, Cartas de Crédito y Créditos Empresariales. 

### Fundación
Monex fue fundada en 1985 (bajo la denominación «Casa de Cambio Monex, S.A. de C.V.») por Héctor Lagos Dondé, quien hoy sigue siendo el presidente de la compañía. Holding Monex (también conocida como Monex) fue fundada en julio de 2007 como un conglomerado, que ahora incluye al Monex Grupo Financiero, Intermex, Sí Vale, y recientemente adquirió MonexEurope (julio de 2012) y Tempus Consulting (noviembre de 2012). Monex Grupo Financiero está integrada por tres entidades financieras: Banco Monex, Monex Casa de Bolsa y Monex Operadora de Fondos.
Holding Monexes uno de los proveedores de cambio de divisas más grande del mundo, realizando 850.000 transacciones anuales incluyendo pagos internacionales y cambio de divisas, lo que representa un volumen anual de 109.000 millones de dólares. También ofrece servicios bancarios a extranjeros que visitan o hacen negocios en México.
En 2010 la compañía tenía 43 oficinas, incluyendo una en Houston, Texas, y atendía a más de 40.000 clientes Para el año 2013 Holding Monex estaba operando en cuarenta ciudades, en Estados Unidos, Europa y México.
El 22 de abril de 2013 Holding Monex adoptó la modalidad de Sociedad Anónima Bursátil y cambió su denominación a «Monex Holding, S.A.B. de C.V.».

### Compañía pública
En 2010 Holding Monex fue incluida en la Bolsa de Valores de México con una oferta pública inicial de 391,11 millones de acciones con un valor total de 2,198 millones de pesos, con 50.000 acciones de la Serie A representando el capital mínimo fijo, y 399 millones de acciones de 950.000 retiradas de la Serie B correspondiente a la variable. Ingresó al mercado con cuatro subsidiarias directas: Monex Grupo Financiero, Pagos Intermex, Prestaciones Universales (Sí Vale) y AdmiMonex. Ese año Holding Monex también adquirió la firma Tempus Consulting, Inc. Monex ingresó a la Bolsa como parte del programa Sociedad Anónima Promotora de Inversión Bursátil, siendo la segunda compañía en hacerlo en la historia del programa.

## Operaciones y finanzas
Monex es una compañía que cotiza en bolsa (BMV: MONEXB) con sede en México, con activos de 2,8 mil millones de dólares, activos netos de 280 millones de dólares y 2.310 empleados a lo largo de sus operaciones en México, Estados Unidos y Europa. Monex mantiene líneas de crédito abierto y crédito comercial por 280 millones de dólares; cuenta con 370 millones de dólares en Activos Bajo Gestión en fondos públicos y privados; y administra 2,980 mil millones de dólares de inversiones para clientes. Monex es una entidad regulada financieramente en todos los países en los que opera, incluyendo Estados Unidos, México, Reino Unido y España. Tiene 392,7 millones de acciones en circulación entre sus inversores y una capitalización bursátil de 7,3 mil millones de dólares.)

## Calificaciones
El 30 de noviembre de 2012 Fitch Ratings ratificó las calificaciones«A (mex)»en escala nacional de largo plazo de Holding Monex y de los certificados bursátiles bajo la clave de pizarra MONEX 12. Asimismo, fue ratificada la calificación de corto plazo para Holding Monex en «F1 (mex)»y se ratificaron las calificaciones de las principales subsidiarias operativas de Holding Monex en «A+ (mex)»y «F1 (mex)» para Banco Monex S.A., Institución de Banca Múltiple, y en «A+ (mex)» y «F1 (mex)» para Monex Casa de Bolsa, S.A. de C.V.Fitch Ratings informó que la perspectiva de las calificaciones de largo plazo es estable.
En 2013 Standard & Poor´s confirmó las calificaciones en «mxA» y «mxA-2» de Holding Monex, anunciando que la perspectiva es estable.

## Certificaciones
Monex Grupo Financiero cuenta con una Certificación en la Norma Internacional de Calidad ISO 9001:2000 en procesos para la Prevención de Lavado de Dinero y Administración Integral de Riesgos para todos los productos financieros del grupo a nivel nacional e internacional.[21]Esta certificación también la ha logrado Monex Securities, subsidiaria de Monex Casa de Bolsa, Monex Grupo Financiero con sede en Houston, Texas, y la coloca como el único intermediario bursátil internacional mexicano en contar con dicha certificación.
Monex también cuenta con una certificación en la Norma Internacional de Calidad ISO 27001:2000, en el Sistema de Gestión de Seguridad de la Información, para la protección de la confidencialidad, integridad y disponibilidad de la información de los clientes de Monex Grupo Financiero en sus sistemas de información.

## Elecciones Federales 2012
Durante las elecciones federales de 2012 en México, se alegó que las tarjetas prepagas de Monex fueron distribuidas por el Partido Revolucionario Institucional (PRI) a los posibles votantes antes de las elecciones y que Monex pudo haber facilitado la canalización de contribuciones ilegales de campaña al PRI a través de las cuentas de sus clientes. [25] [26] Sin embargo, el TEPJF, el más alto tribunal de leyes electorales de México, dictaminó por unanimidad rechazar las denuncias de fraude. Decidieron que "no había comprobada compra de votos, ni coerción evidente ni incentivo ilícito